# Tanzac
Tanzac là một xã trong tỉnh Charente-Maritime trong vùng Nouvelle-Aquitaine, tây nam nước Pháp. Xã Tanzac nằm ở khu vực có độ cao từ 27-51 mét trên mực nước biển.